# 231 PO 4501 à 4600
Les 231 PO 4501 à 4600 sont des locomotives à vapeur de disposition d'essieux Pacific (231) de la Compagnie du chemin de fer de Paris à Orléans (PO).
Les 4501 et 4502 sorties d'usine en 1907 sont les toutes premières Pacific françaises.

## Genèse
Dès 1903, une série d'essais fut effectuée pour faire face à l'augmentation du poids des trains. Le besoin de locomotives plus puissantes se fit sentir en raison des limitations des 230 PO 4001 à 4084, dont la livraison était alors en cours.
L'adoption d'une chaudière plus importante nécessita de passer du type Ten wheel, de disposition d'essieux 230, au type Pacific, de disposition d'essieux 231 ; l'essieu porteur additionnel permettant l'adoption d'un foyer plus large.
Ces machines furent construites à la suite d'une commande de 1906 de la Compagnie du Chemin de fer de Paris à Orléans et livrées de 1907 à 1910. Elles devaient améliorer la circulation sur la ligne Limoges-Toulouse.
Elles sont livrées par les constructeurs suivants, :
- la Société alsacienne de constructions mécaniques, pour les 4501 à 4510 ;
- la société allemande Hanomag, pour les 4511 à 4520 ;
- la Société alsacienne de constructions mécaniques, pour les 4521 à 4540 ;
- la firme américaine ALCO, pour les 4541 à 4570 ;
- la Société française de constructions mécaniques, pour les 4571 à 4600.

À partir de 1909, des machines techniquement proches mais pourvues de roues de plus grand diamètre seront mises en service, il s’agit des 231 PO 3501 à 3589. Elles étaient destinées aux lignes moins accidentées qui permettaient une plus grande vitesse de pointe, notamment les lignes Paris-Bordeaux et Bordeaux-Irun.

## Description
Ces Pacific disposaient d'un moteur à quatre cylindres compound décroisés du type « Du Bousquet De Glehn », avec les deux HP extérieurs et les deux BP intérieurs, et la distribution était du type « Walschaerts ». Le foyer était un foyer « Belpaire ». L'échappement était à valves pour les 4501 et 4502 et à cône mobile du type « Nord ». Par la suite, beaucoup de machines reçurent un échappement à trèfle variable de type « PLM ». Le bogie était du type « alsacien » à longerons internes. Les locomotives 4501 à 4570 étaient à vapeur saturée et les 4571 à 4600 étaient à vapeur surchauffée.

## Utilisation et services
Ces machines furent affectées à la remorque des express lourds sur tout le territoire de la Compagnie du Chemin de fer de Paris à Orléans.

### 4501 à 4570

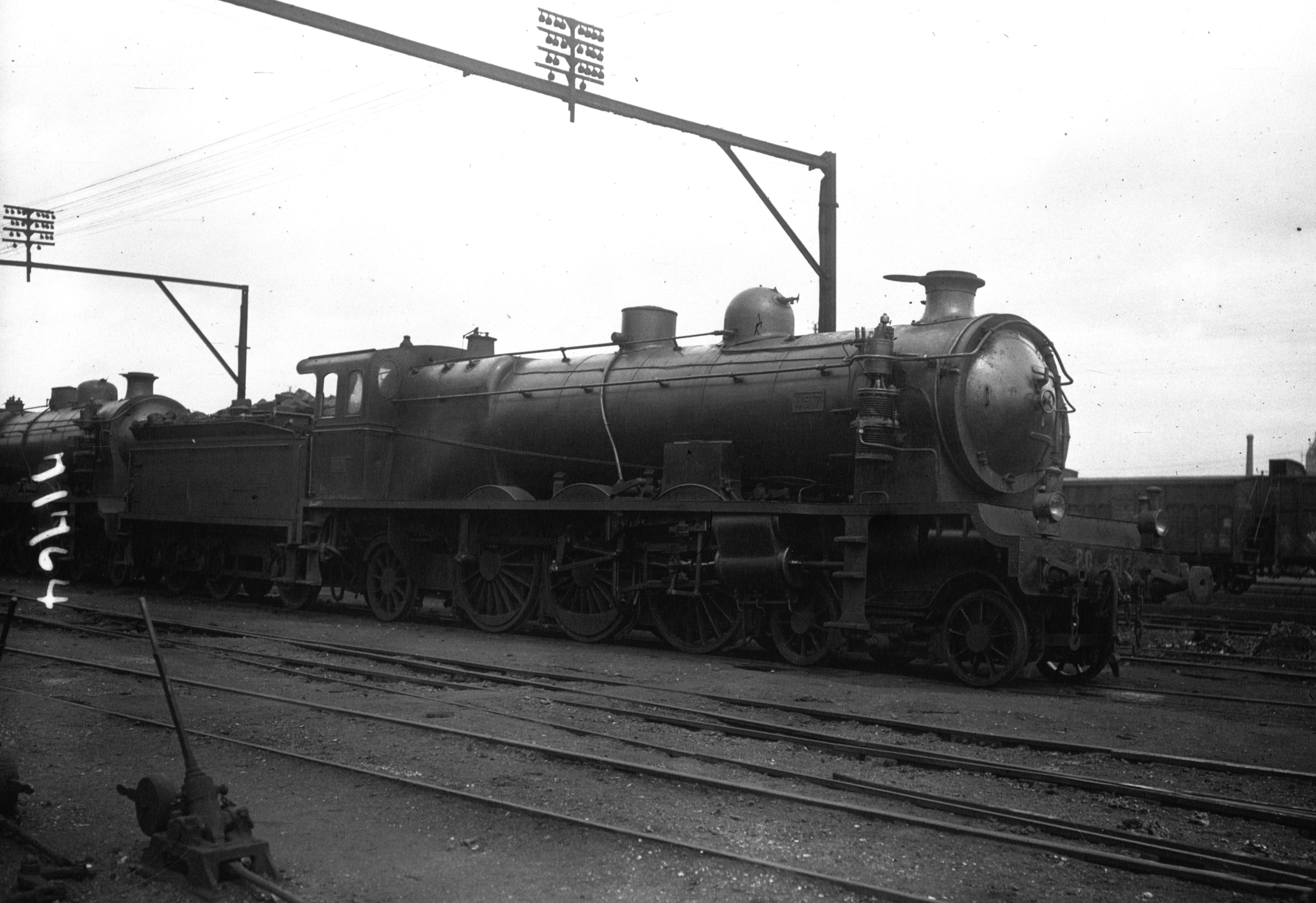
La machine PO 4517 en 1919.

Les deux premières machines furent réceptionnées par le dépôt de Limoges en 1907 et subirent de nombreux tests sur la ligne Paris-Toulouse. À la traction des trains lourds, il fut vite constaté un défaut de production de la chaudière auquel il fut remédié par le remplacement de l'échappement d'origine par un à cône[Quoi ?] mobile de type « Nord ». Des économies de l'ordre de 5 à 10 % furent constatées par rapport aux 230 PO 4001 à 4084. Les machines suivantes furent réparties entre les dépôts de : Limoges, Tours et Vierzon. Par la suite, elles furent pensionnaires des dépôts de Brive, Capdenac, Bordeaux, Périgueux, Angoulême, Montluçon et Saint-Sulpice-Laurière.

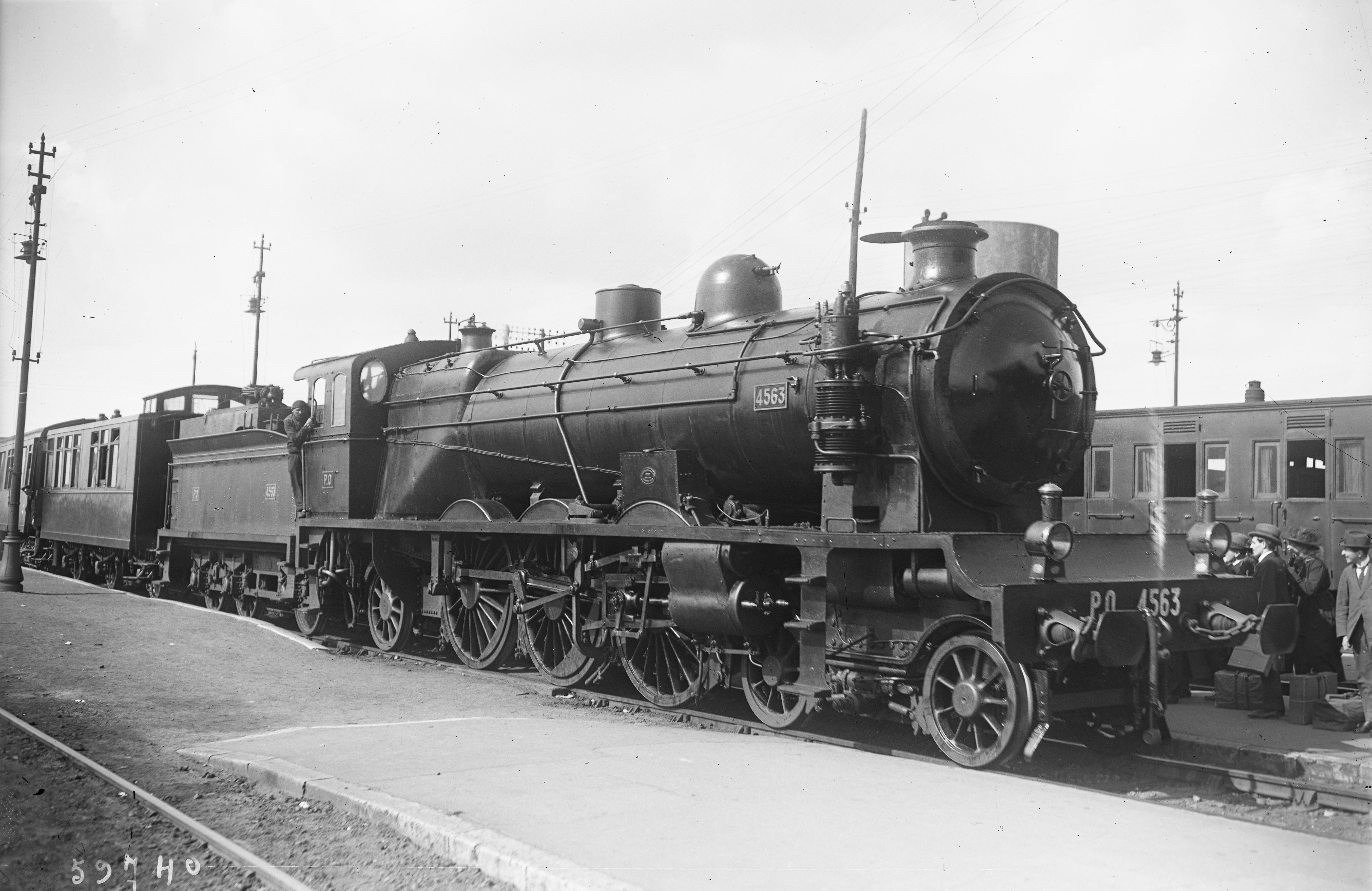
La 4563 en juin 1920, lors de son test pour rouler au mazout.

La 4563 servit à expérimenter la chauffe au mazout mais cet essai resta sans suite. Certaines machines reçurent de nouveaux cylindres BP, avec des tiroirs cylindriques en lieu et place des tiroirs plans.
À partir de 1926, une grande partie des machines furent équipées d'un échappement de type « Kylchap », à la suite d'essais fructueux réalisés sur la 4528. Dès 1928, les machines furent dotées d'écrans pare-fumées à pans coupés et de grandes dimensions.
De 1932 à 1934, la série fut amputée des machines suivantes : 4521, 4514, 4566, 4534, 4508, 4533, 4557, 4530, 4509, 4520 et 4543. En effet, la 4521 fut transformée en 240 par André Chapelon et, devant les résultats obtenus, il fut décidé de poursuivre les transformations sur ces machines qui donnèrent la série des 240 PO 4701 à 4712 (futures : 4-240 A 701 à 712 ).
En 1934, à la suite de la fusion entre la Compagnie du Chemin de fer de Paris à Orléans et la Compagnie des chemins de fer du Midi, la série fut ré-immatriculée 231-501 à 231-570.
La 231-528 servit pour de nouveaux essais sur la chauffe au mazout. Malgré des essais concluants, il n'y eut aucune suite.
À la formation de la SNCF, la série fut immatriculée 4-231 A 501 à 570.
À la suite d'essais entrepris par la région Sud-Est, avec la 4-240 A 705, avant la Seconde Guerre mondiale il fut commandé par ladite région et après la guerre 25 machines de ce type[pas clair]. Ainsi, la série fut amputée des machines 4-231 A 503, 504, 505, 506, 507, 512, 515, 517, 519, 523, 524, 525, 527, 531, 538, 539, 541, 549, 550, 558, 560, 561, 567, 568 et 570 qui furent transformées en 240 en donnant la série 5-240 P 1 à 25.
En-dehors de cela, la série ne connut que des modifications mineures. La 4-231 A 559 fut perdue par fait de guerre et le reste de la série, soit 33 unités sur les 70 du début, fut regroupé sur 4 dépôts, à Montluçon, Périgueux, Vierzon et Brive. La série fut définitivement éteinte avec la 4-231 A 553 en 1952.

### 4571 à 4600
Dotées d'un surchauffeur Schmidt, ces machines livrées en 1910 furent toutes affectées au dépôt de Limoges. Un peu plus lourdes que leurs sœurs à vapeur saturée, elles avaient cependant une silhouette identique. La venue de ces machines a provoqué le départ massif des 4501 à 4570 du dépôt de Limoges.
À partir de 1926, une grande partie des machines furent équipées d'un échappement de type « Kylchap », à la suite d'essais fructueux réalisés sur la 4597. De même furent généralisés les écrans pare-fumées, à pans coupés et de grandes dimensions comme leurs sœurs.
En 1929, toutes les machines bénéficièrent de l'application de réchauffeurs avec pour les :
- 4571 à 4590, le réchauffeur de type « ACFI » ;
- 4591 à 4595, le réchauffeur de type « Worthington » ;
- 4595 à 4600, le réchauffeur de type « Dabeg ».

En 1932, à la suite de la transformation de la 231 PO 3583 par André Chapelon, il fut décidé d'appliquer la même recette à la 4578 :
- amélioration des sections de passage de la vapeur,
- augmentation de la température de surchauffe par le remplacement du surchauffeur de type « Schmidt » par un du type « Houlet »,
- remplacement de l'échappement à trèfle par un Kylchap,
- remplacement de l'essieu coudé,
- modification du circuit de vapeur HP,
- remplacement des cylindres à tiroirs BP par des cylindres avec double admission et échappement système « Willoteaux ».

En 1934, à la suite de la fusion entre la Compagnie du Chemin de fer de Paris à Orléans et la Compagnie des chemins de fer du Midi, la série fut ré-immatriculée 231-571 à 231-600.
Une seconde machine, la 4573, fut modifiée selon les mêmes principes.
À la formation de la SNCF, la série fut immatriculée 4-231 A 571 à 600, et 8 autres machines furent encore transformées selon les principes de la 4578. Il s'agissait des 4-231 A 571, 577, 585, 588, 589, 595, 596 et 598 qui subirent ces transformations dans les ateliers de Périgueux pendant la Seconde Guerre mondiale.
Par la suite, la série connut les dépôts de Brive et de Bordeaux. Elle s'éteignit avec les 4-231 A 576 et 593 de Vierzon en mai 1954.

## Tenders
Les tenders qui leur furent accouplés ont toujours été les mêmes : il s'agissait des tenders de référence du PO et accouplés à de nombreuses séries. Ces tenders étaient à trois essieux et contenaient 20 m3 d'eau et 6 t de charbon et étaient immatriculés comme leurs locomotives : 4501 à 4600, puis 4-20 A ? à ?[Combien ?]. Leur construction est partagée en plusieurs lots :
- aux Ateliers du Nord de la France, pour les 4501 à 4510 et 4521 à 4540 ;
- à/par la Société berlinoise de constructions mécaniques, pour les 4511 à 4520 ;
- ALCO, pour les 4541 à 4570 ;
- la Société Baume & Marpent, pour les 4571 à 4600.

Des tenders à bogies furent par la suite accouplés aux machines transformées selon les principes d'André Chapelon. Ces tenders contenaient 22 m3 d'eau et 6 t de charbon et étaient immatriculés 22 601 à 650 puis 4-22 ? ? à ?[Combien ?].

## Machine préservée
Une machine, la 4-231 A 546 du dépôt de Périgueux, longtemps garée sous la rotonde du dépôt de Saint-Sulpice-Laurière, fut remise en son état d'origine, et conservée à la Cité du train de Mulhouse.

## Caractéristiques
- Surface de la grille : 4,27 m2.
- Surface de chauffe : 257,25 m2.
- Pression de la chaudière : 16 kg/cm2.
- Diamètre des cylindres HP : 390 mm pour les 4501 à 4570 et 420 mm pour les 4571 à 4600.
- Diamètre des cylindres BP : 640 mm.
- Diamètre des roues motrices : 1 850 mm.
- Diamètre des roues du bogie : 960 mm.
- Diamètre des roues du bissel : 1 150 mm.
- Masse en ordre de marche : 91 t pour les 4501 à 4570 et 97,45 t pour les 4571 à 4600.
- Masse adhérente : 52,3 t pour les 4501 à 4570 et 55,5 t pour les 4571 à 4600.
- Longueur hors tout : 13,4 m.
- Masse du tender en ordre de marche : 45,2 t pour les 4501 à 4570 et 55 t pour les 4571 à 4600.
- Masse totale : 136,2 t pour les 4501 à 4570 et 152,45 t pour les 4571 à 4600.
- Longueur totale : 20,79 m pour les 4501 à 4570 et 22,17 m pour les 4571 à 4600.
- Vitesse maximale en service : 120 km/h.